# Északi-csatorna (Brit-szigetek)
Az Északi-csatorna (angolul North Channel, írül és gaelül Sruth na Maoile; régebbi nevén Ír-csatorna) a tengerszoros, amely elválasztja egymástól az Ír-sziget északkeleti részét és Délnyugat-Skóciát.  A skót földrajztudós, Alexander Keith Johnston a 19. században a Szt. Patrik-csatorna elnevezést javasolta, amit azonban a hidrográfusok elvetettek.

## Leírása

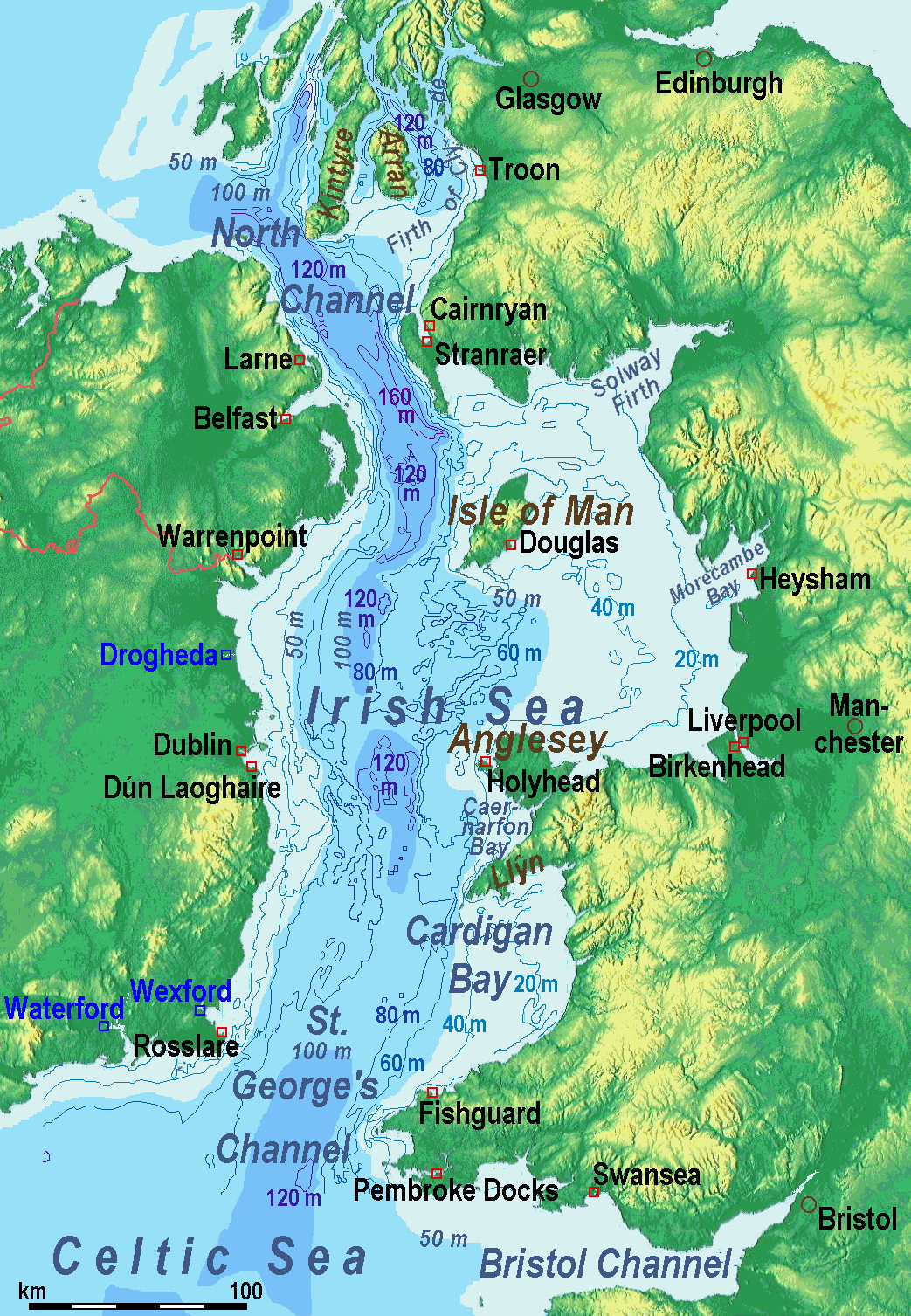
Az Ír-sziget és a Brit-sziget közötti tenger

Legmélyebb pontja a Beaufort-árok (Beaufort's Dyke, 272 m), legkeskenyebb részén 27 km széles a skóciai Mull of Kintyre és az észak-írországi Fair Head között. A csatorna köti össze északon az Atlanti-óceánt a déli Ír-tengerrel. Az Északi-csatornából az északír oldalon a Belfasti-öböl, a skóciai oldalon a jóval nagyobb Firth of Clyde öböl nyílik. 

## Története
A csatornának már régóta nagy kereskedelmi és hadászati jelentősége van, a régmúltban kalózok kedvelt vadászterülete volt. Az amerikai függetlenségi háborúban az amerikai John Paul Jones itt aratta az Amerikai Egyesült Államok első tengeri győzelmét a brit vizeken, amikor elfogta a Királyi Haditengerészet Drake nevű hajóját. 1953-ban itt süllyedt el egy viharban az MV Princess Victoria komp, 133 ember halálát okozva. 
Már a 19. században felmerült egy vasúti alagút építésének lehetősége a csatorna alatt. A modern időkben elsősorban az észak-írországi unionista politikusok sürgetik az alagút megépítését, melynek költségét 3,5 milliárd fontra becsülik. 
A csatorna átúszása komoly kihívást jelent a hosszútávúszóknak. A sportolók először 1924-ben próbálkoztak meg a távval, de az első sikeres átúszás csak 1947-ben történt. Azóta az Ír Hosszútávúszók Egyesülete összesen 23 egyéni és 8 csoportváltós átúszást jegyzett fel.

## Fordítás
- Ez a szócikk részben vagy egészben  a   North Channel (Great Britain and Ireland) című angol Wikipédia-szócikk ezen változatának fordításán alapul.  Az eredeti cikk szerkesztőit annak laptörténete sorolja fel. Ez a jelzés csupán a megfogalmazás eredetét és a szerzői jogokat jelzi, nem szolgál a cikkben szereplő információk forrásmegjelöléseként.